# トレンディエンジェル
トレンディエンジェルは、吉本興業所属のお笑いコンビ。2005年4月結成。NSC東京校10期生。
略称は「トレンディ」「トレエン」。オンバト+第3代チャンピオン、THE MANZAI 2014準優勝、M-1グランプリ2015王者。

## メンバー
斎藤 司（さいとう つかさ、1979年2月15日 - 〈46歳〉）
ボケ担当（たまにツッコミ）。
神奈川県横浜市出身（生まれは東京都町田市）。

たかし（1986年1月30日 - 〈39歳〉）
ツッコミ担当（たまにボケ）。
本名および旧芸名は須藤 敬志（すどう たかし）。東京都小平市出身。
身長168 cm。黒縁の眼鏡を着用している。舞台衣装はワイシャツに蝶ネクタイとサスペンダーつきの半ズボン。稀にAKB48・あっとぐみのロゴ入りシャツを着る。ややハスキーな甲高い声が特徴的。
小学3年生の頃から現在の髪型になったとのこと。
前田敦子（元AKB48）のファン。AKB48がデビューした当時から前田目当てにAKB48劇場へと通っていた。
メイド喫茶が好きで、舞台出番の中休みにも赴くほど。
芸人の間では酒豪として知られており、テキーラをショットで10杯以上連続で飲んでも酔いつぶれないほど。
千葉ロッテマリーンズのファン。1998年、記録的な連敗が続いていた試合中に同点ホームランを浴びてしまい、崩れ落ちた黒木知宏の姿を見たのが契機になったと語っている。2023年7月に東京ドームにて行われたロッテ主催試合（対埼玉西武ライオンズ戦）で始球式を務めた。
マセキ芸能社のピン芸人だったわたなべるんるん（現在は引退）とかつて交際し、同棲もしていた。
麻雀が好きで、一月に8回役満を上がったことがある。
バク転ができる。

## 芸風

つかみポーズ

漫才
時事ネタや巷で話題となってるトレンドを題材に主にハゲを用いた言葉遊びを主軸とした、テンポの速い漫才が特徴。ツカミは斎藤がたかしに「お兄さん、トレンディだね」と肩を叩きながら呼びかけ、2人で「うん、トレンディエンジェル!」と合唱して互いの体を交差させながら、それぞれ片手を水平に胸の前にかざす決めポーズ。その後にたかしがネタの入り前に同い年の有名人を挙げる自己紹介をして、斎藤がそれに絡んだ自己紹介をする。
たかしのフリを受け、斎藤が「誰だと思ってんだオマエ、斎藤さんだぞ?」とスーツの上着の前を開く仕草をしながらセクシーボイスで自らを誇示する。
斎藤の「ペッ」は、突然表情を崩して素っ頓狂に発声する。
デビュー当初は漫才と並行して普通のコントも行っていたが、先輩の大谷ノブ彦（ダイノジ）から「お前なんでハゲてんのに、ハゲを活かしたネタをやらないんだ」と言われて「ハゲで笑いを取るような時代じゃないと思ってます」と返したところ、「まずそれを処理しないと、お客さんが困惑するだろ」と助言されたためそれからハゲネタをやり始めるようになった。
ネタ作りは両者でボケを出し合いながら行う。
ハゲラップ
ハゲをネタにすることが多い。ラップ形式でリズムを刻みながら、お互い髪が薄いことをネタにするハゲラッチョという持ち芸もある。このネタは『エンタの神様』で「ハゲラップ」という名称がついた。格言、明言をハゲネタにパロディ化することもある。

## エピソード

### 交友関係
- コンビ仲が良い事を公言している。
- アントニー（マテンロウ）やバイク川崎バイクは、たかしの紹介でメイド喫茶に行ったことがある[14][15]。
- ウーマンラッシュアワーと仲が良く、共にNSCの説明会に訪れている[16]。
- 結成当初は山口尚志を含めたトリオだったが短期間で脱退、現在は作家として引き続きトレンディエンジェルに関わっている。なお、山口は若ハゲではなかった。
  - 脱退の原因は、ある時に山口が遅刻をし、それを斉藤から激しく叱責されたため。

### プライベート
ichi Kis-My-Ft PE!（イチキスマイフット ペッ!）
- Kis-My-Ft2へのリスペクトから生まれたユニット。
- メンバーは斎藤の他にイチキップリン、細野哲平（ありがとう）、しいはしジャスタウェイ（元御茶ノ水男子）、ヤジマリー。（スカチャン）、きょん（コットン）、光永による7人[17]。
- 「やらせてもらってるからには、中途半端なものはできない」という意気込みの下で活動している[18]。

ウォーターメロンボーイズ
- 2014年9月1日、東京ディズニーランドにて総勢21人のおじさんがスイカの色合いをした服装で園内を練り歩き、お客さんを盛り上げた[19]。

### 漫才賞レース
- 『日清食品 THE MANZAI 2014』の決勝大会で見せたネタは、一度も観客の前で試したことのない全くの新ネタだった[20]。
  - 新ネタを決勝でいきなり披露したことについて斉藤慎二（ジャングルポケット）は「普通の人はそんなことできない」と語っている（2014年12月18日よしログにて）[21]。
  - 過去4回のTHE MANZAI決勝・最終決戦に上がったコンビの中で最も芸歴が短い。また、たかし（28歳）はその中でも最年少の芸人。
  - トレンディエンジェルの優勝予想ランキングは33位/50組、サーキットランキング決勝進出者11位/11組。
  - トレンディエンジェルが勝ち上がった決勝Bブロックはサーキットランキング1位の学天即、2位の囲碁将棋、3位の馬鹿よ貴方はが集まったため「死のグループ」と呼ばれていた[注 3]。
- 『M-1グランプリ2015』ではサンドウィッチマン以来となる敗者復活枠からの優勝、および第2回以降で初となるノーシードからの優勝を果たした。

## 賞レース成績・受賞歴など

### M-1グランプリ
| 年     | 結果         | エントリーNo. | 備考                                            |
| ------ | ------------ | ------------- | ----------------------------------------------- |
| 2005年 | 2回戦敗退    | 2526          |                                                 |
| 2006年 | 2回戦敗退    | 1532          |                                                 |
| 2007年 | 3回戦敗退    | 3606          |                                                 |
| 2008年 | 3回戦敗退    | 760           |                                                 |
| 2009年 | 準決勝敗退   | 913           |                                                 |
| 2010年 | 準々決勝敗退 | 4814          | 予選44位                                        |
| 2015年 | 優勝         | 2311          | 予選11位、敗者復活組、ファーストラウンド2位通過 |

### 日清食品 THE MANZAI
| 年     | 結果                     | 備考                   |
| ------ | ------------------------ | ---------------------- |
| 2011年 | ワイルドカード決定戦敗退 | 本戦サーキット23位     |
| 2012年 | 決勝大会 グループ戦敗退  | 本戦サーキット10位通過 |
| 2013年 | 本戦サーキット敗退       | 本戦サーキット28位     |
| 2014年 | 決勝大会2位              | 本戦サーキット11位通過 |

### その他
- 2013年 オンバト+ 第3回チャンピオン大会 チャンピオン
- 2016年 GQ Men of the Year 受賞[24]

## 出演番組

### テレビ

#### 現在の出演番組
レギュラー番組
- パズドラ（テレビ東京） - たかしのみ、バラエティパートに出演[25]。

特別番組
- Cygames THE MANZAI マスターズ（2015年 - 2018年）
- ENGEIグランドスラム（フジテレビ）
- エンタの神様（日本テレビ）

 不定期出演 
- お願い!ランキング（テレビ朝日）
- ニンゲン観察バラエティ モニタリング（TBS）
- ロンドンハーツ（テレビ朝日）
- 有吉の壁（日本テレビ）
- アメトーーク!（テレビ朝日）

#### 過去の出演番組
- おはスタ（テレビ東京、不明 - 2011年5月、2013年4月 - 2014年4月、2015年4月 - 8月、2015年12月 - 2016年2月、2020年9月21日[注 4]）
- 情報ワイド てっぺん静岡 - てっぺんファミリー
- 中居くん決めて!（TBS、2018年10月22日 - 2020年3月23日） - 番組開始から2019年1月28日まではサンドウィッチマン・平成ノブシコブシと週替わりで不定期出演、翌週より毎週レギュラー出演に昇格。
- NHK高校講座 コミュニケーション英語Ⅰ（NHK Eテレ　2017年 - 2021年）
- Cheeky's a GoGo!（BSよしもと、2022年3月 - 2023年6月） - 木曜MC

### バラエティ
- 中部日本コメダ検定（2016年9月16日、CBCテレビ） - 司会

### テレビドラマ
- 都市伝説の女（鏡 役、テレビ朝日）
- ふなっしー探偵（2016年1月7日、フジテレビ） - 制服警官 役[26]
- 民衆の敵〜世の中、おかしくないですか!?〜（2017年、フジテレビ）

斎藤：レギュラードラマ
たかし：スピンオフドラマ
- 信長のスマホ（2023年、日本放送協会） - 斎藤：斎藤道三役、たかし：猪子兵助役
- それぞれの孤独のグルメ 第8話（2024年11月23日、テレビ東京） - 観客A・B 役

### ラジオ
- トレンディエンジェルのPePePeラジオ（2016年1月 - 、文化放送） - パーソナリティ[27]

### ウェブテレビ
- マイナビオールスター2018大討論会×サントリー-196℃ ストロングゼロ（2018年7月14日、AbemaTV SPORTSチャンネル）[28]
- ロンドンハーツ 究極恋愛シミュレーション ラブマゲドン 全3回（2023年9月12日 - 26日、TELASA）たかしのみ[29]

### CM
- Cygames「グランブルーファンタジー」（2015年）[30][31]
- ユニクロ（2016年）[32]
- BOAT RACE振興会「タイナマイトボートレース」（2016年）[33]
- バイドゥ「Simeji」（2016年）[34]
- アートネイチャー（2017年）[35]

### ライブ・舞台
- LIVE STAND
- 神保町花月公演
  - スターの光! （2007年8月11日 - 8月17日）
  - 難民先生! （2008年4月30日 - 5月6日）
  - TRNDY ANGEL WORLD TOUR "JAPeeeeeN!!"（2016年4月29日 - 8月14日）
- スーパー銭湯LIVE「ユーラン・ルージュ～笑いの源泉かけ流し！～」（2022年6月3日・4日、よみうりホール）[36]
- ミュージカル『ファンタスティックス The Fantasticks』（2022年10月23日〜11月14日、日比谷シアタークリエ） - ハックルビー 役：斎藤

### テレビアニメ
- デュエル・マスターズ VSRF（2016年10月9日、テレビ東京） - 本人役
- トミカハイパーレスキュー ドライブヘッド 機動救急警察（2017年4月15日、TBS） - 強盗役
- オッドタクシー（2021年4月 - 、テレビ東京ほか）- 樺沢役（たかし）[37]

### 劇場アニメ
- 映画 オッドタクシー イン・ザ・ウッズ（2022年） - 樺沢役（たかし）
- それいけ!アンパンマン ロボリィとぽかぽかプレゼント（2023年） - ロボじい役（斎藤司）、ロボ・カビルンルン役（たかし）

## 書籍
- 日めくりカレンダー「まいにち、ハゲラッチョ! 〜コンプレックスがキミの武器になる〜」（2016年4月8日、ヨシモトブックス）[38]

## CD
- 耳で感じる斎藤さんだぞ 〜女は耳で恋に落ちる〜（2016年6月17日、よしもとアール・アンド・シー）[39]

## YouTube
2020年5月31日、公式YouTubeチャンネル『トレンディエンジェルチャンネル(仮)』を開設。初動画「トレンディエンジェル斎藤のモーニングルーティン【Saito's Morning Routine】」を公開。